# Anthony Bass
Pour les articles homonymes, voir Bass.
Anthony Bass (né le 1er novembre 1987 à Dearborn, Michigan, États-Unis) est un lanceur droitier de baseball qui évolue dans les Ligues majeures pour les Blue Jays de Toronto.

## Carrière

### Padres de San Diego
Joueur à la Wayne State University de Détroit, Anthony Bass est drafté des Padres de San Diego au cinquième tour de sélection en juin 2008.

### Saison 2011
Le lanceur partant fait son entrée dans les majeures avec les Padres le 13 juin 2011 au Coors Field de Denver face aux Rockies du Colorado. Il est solide au monticule durant cinq manches, n'accordant qu'un point à l'adversaire pour remporter sa première victoire en carrière dans le gain de 3-1 de San Diego. Il est cependant assigné à l'enclos de releveurs par la suite, où il se distingue toute l'année. Il obtient la balle pour deux autres départs, à ses deux derniers matchs de l'année, et signe une autre victoire. En 27 matchs, dont 24 en relève, et 48 manches et un tiers lancées en 2011, Bass maintient une superbe moyenne de points mérités de 1,68 avec deux victoires et aucune défaite.

### Saison 2012
Bass amorce la saison 2012 dans l'enclos de relève avant de passer à la rotation de partants à son troisième match. Le 28 avril, il retire 17 frappeurs des Giants de San Francisco de suite avant de perdre un match parfait après deux retraits en sixième manche lorsqu'il accorde un coup sûr au lanceur adverse Tim Lincecum.

### Astros de Houston
Le 11 décembre 2013, San Diego échange Bass aux Astros de Houston contre le lanceur gaucher Patrick Schuster. Son bref séjour à Houston est difficile : une moyenne de points mérités de 6,33 en 27 manches lancées en 21 matchs.

### Rangers du Texas
Bass rejoint en 2015 les Rangers du Texas. En 64 manches lancées lors de 33 sorties en relève, il maintient une moyenne de points mérités de 4,50.
Le 16 novembre 2015, les Rangers échangent Anthony Bass et le voltigeur Leonys Martín aux Mariners de Seattle pour le releveur droitier Tom Wilhelmsen, le voltigeur James Jones et le joueur de champ intérieur Patrick Kivlehan. Bass ne joue cependant pas pour les Mariners, qui le libèrent de son contrat le 7 janvier 2016 afin de lui permettre de poursuivre sa carrière au Japon.